# Dicranomyia somnifica
Dicranomyia somnifica är en tvåvingeart som först beskrevs av Alexander 1943.  Dicranomyia somnifica ingår i släktet Dicranomyia och familjen småharkrankar.
Artens utbredningsområde är Ecuador. Inga underarter finns listade i Catalogue of Life.